# Guarita
Guarita è una città dell'Honduras facente parte del dipartimento di Lempira.
Il comune risultava già come entità indipendente nella divisione amministrativa del 1889 ed ha ottenuto lo status di città il 20 marzo 1934.